# 天草久種
天草 久種（あまくさ ひさたね）は、戦国時代から安土桃山時代にかけての武将、キリシタン。肥後国河内浦城主。

## 略歴
天草氏は肥後天草諸島の国人衆である天草五人衆の一氏であり、久種は天草氏の15代目当主であった。
元亀2年（1571年）に妻と共に受洗。妻の弟・親高は姉の受洗の影響を受けて、天正17年（1589年）に受洗したという。天正12年（1584年）、九州で勢力を拡大する島津義久の招待で薩摩に赴いたが、天正15年（1587年）には天草五人衆と共に豊臣秀吉の九州平定の際に臣従したため本領を安堵された。一方で同年に出されたバテレン追放令には有馬晴信らと同じように背き、以後も宣教師達を引き受け続けた。
天正17年（1589年）、小西行長の宇土城での城普請の要求を、志岐鎮経や大矢野種基、上津浦種直、栖本親高ら天草五人衆と共に拒否し反乱を起こした（天草国人一揆「天正の天草合戦」）。しかし、小西行長や援軍に来た加藤清正に鎮圧されて敗れた。その後、本領を安堵された一方で小西行長に臣従し、与力として文禄・慶長の役にも従軍した。
天草国人一揆「天正の天草合戦」後、小西行長から本渡の代官に命じられ、天正19年（1591年）に修練院やコレジオ、印刷機などを領地内に移した。以後、「天草版」と呼ばれるイエズス会発行の印刷本が多数出版されるなど、キリシタン文化が繁栄した。慶長5年（1600年）の関ヶ原の戦いにも小西行長に従軍したが敗走し、一時的に三原城の小早川秀秋の許に身を寄せた。その後所領を失ったため備前国岡山藩主となった小早川氏に仕えたが、暫くして死去したという。
天草氏本家は小早川氏改易に伴い没落したが、久種の甥（弟とも）・新助が肥後細川氏に仕えるなどして家系は存続している。